# Iphiothe criopsioides
Iphiothe criopsioides là một loài bọ cánh cứng trong họ Cerambycidae.